# Lauthia
Lauthia is een muggengeslacht uit de familie van de galmuggen (Cecidomyiidae).

## Soorten
- L. acerina (Giraud, 1863)
- L. brachypsectra (Kieffer, 1904)
- L. cardui (Kieffer, 1904)
- L. connata (Kieffer, 1904)
- L. divisa (Kieffer, 1904)
- L. minuta (Zetterstedt, 1838)
- L. obscuripennis (Kieffer, 1904)
- L. spilota Mamaev, 1967
- L. spinigerella Mamaev, 1967